# Karol Wojtyła st.
Karol Wojtyła starší (18. července 1879 Lipnik (teď čtvrť Bílska-Bělé) – 18. února 1941 Krakov) byl poručík Rakousko-uherské armády a polské armády mezi světovými válkami. Otec Karola Józefa Wojtyły, pozdějšího papeže Jana Pavla II.

## Životopis
Karol byl synem Macieja Wojtyły (1. leden 1852  Czaniec – 23. září 1923 ve Wadowice) a jeho první ženy Anny Przeczek (zemřela 19. září 1881 v Lipniku).
Oženil se s Emilií Kaczorowskou, přesné datum svatby není známé, jelikož se nezachovaly matriční knihy, ovšem soudí se, že by mohlo jít o rok 1904, všeobecně se má za to, že to bylo v období 1903–1906. Karol a Emilia spolu měli tři děti, Edmunda (1906–1932), Olgu (1914–1914) a Karola Józefa mladšího (1920–2005).
Karol byl důstojníkem rakouské armády, během první světové války sloužil v Hranicích na Moravě. Po získání polské nezávislosti se stal důstojníkem 12. pěšího pluku, který sídlil ve Wadovicích a jež se mimo jiné proslavil během polsko-sovětské války v letech 1919–1920. V roce 1924 sloužil na okresním velitelství ve Wadovicích v kancelářské administrativě v hodnosti staršího poručíka. Po ukončení vojenské kariéry zůstal i nadále úředníkem.
V roce 1938 se po smrti své ženy a syna Edmunda přestěhoval s dospívajícím synem do Krakova, zde také o tři roky později zemřel.
Dne 7. května 2020 byl zahájen jeho beatifikační proces.

## Tabulka předků
| Deska s rodokmenem                    |                                                                                      |                                                                                      |                                                                                      |                                                                                      |
| Praprarodiče                          | Bartłomiej Wojtyła (30.08.1788–15.09.1848) Anna Chudecka (24.07.1794–17.02.1831)     | Kacper Gałuszka (~1768–1.07.1828) Apolonia Kaspera (19.02.1797–25.07.1861)           | Bernard Przeczek (18.10.1784–3.04.1841) Helena Pawlica (20.01.1793–3.07.1846)        | Jan Karol Heß (28.01.1802–1858) Teresa Rek (1804–12.03.1858)                         |
| Prarodiče                             | Franciszek Wojtyła (11.02.1815–25.04.1872) Franciszka Gałuszka (~1820–18.03.1879)    | Franciszek Wojtyła (11.02.1815–25.04.1872) Franciszka Gałuszka (~1820–18.03.1879)    | Franciszek Przeczek (28.01.1821–2.08.1885) Maria Heß (19.11.1824–6.12.1884)          | Franciszek Przeczek (28.01.1821–2.08.1885) Maria Heß (19.11.1824–6.12.1884)          |
| Rodiče                                | Maciej Wojtyła (1.02.1852–23.09.1923) Anna Marianna Przeczek (19.07.1853–17.09.1881) | Maciej Wojtyła (1.02.1852–23.09.1923) Anna Marianna Przeczek (19.07.1853–17.09.1881) | Maciej Wojtyła (1.02.1852–23.09.1923) Anna Marianna Przeczek (19.07.1853–17.09.1881) | Maciej Wojtyła (1.02.1852–23.09.1923) Anna Marianna Przeczek (19.07.1853–17.09.1881) |
| Karol Wojtyła (18.07.1879–18.02.1941) |                                                                                      |                                                                                      |                                                                                      |                                                                                      |